# Nomada ashabadensis
Nomada ashabadensis är en biart som beskrevs av Schwarz 1987. Nomada ashabadensis ingår i släktet gökbin, och familjen långtungebin. Inga underarter finns listade i Catalogue of Life.